# ماكوتو كاساهارا
ماكوتو كاساهارا (باليابانية: 笠原 信) (6 يوليو 1981 في ياماغاتا في اليابان – )؛ هو لاعب كرة قدم سابق كان يلعب كلاعب وسط.